# Nocenkovité
Nocenkovité (Nyctaginaceae) je čeleď vyšších dvouděložných rostlin z řádu hvozdíkotvaré (Caryophyllales). Jsou to byliny i dřeviny, vyskytující se na všech kontinentech s výjimkou Evropy. Bugenvilea a nocenka se pěstují jako okrasné rostliny.

## Charakteristika
Nocenkovité jsou byliny, keře a stromy, řidčeji i šplhavé liánovité keře (bugenvilea). Některé druhy (např. Pisonia) mají úžlabní trny. Dřevnatí zástupci mají anomální druhotné tloustnutí. Listy jsou jednoduché, nejčastěji vstřícné, řidčeji střídavé nebo přeslenité, často sušením černající. Čepel je nejčastěji celokrajná.
Květy jsou pravidelné, řidčeji lehce dvoustranně souměrné, většinou oboupohlavné a pětičetné, ve vrcholových nebo úžlabních květenstvích různých typů, základní jednotky jsou nejčastěji vrcholičnaté. Někteří zástupci mají květy ve hlávkovitých pseudanthiích podepřených listeny zákrovu, případně i jednotlivé a podepřené zákrovem připomínajícím kalich. Okvětí je nerozlišené, srostlé v protáhlou a často tenkou trubku, s 5 (3 až 8) cípy. Tyčinek je většinou stejný počet jako cípů okvětí, řidčeji méně nebo více. Tyčinky jsou často nestejně dlouhé, volné nebo na bázi srostlé do krátké trubky. Semeník je svrchní, tvořený jediným plodolistem, s úzkou dlouhou čnělkou a jediným vajíčkem. Plod je nepukavý, jednosemenný, vznikající srůstem oplodí s okvětím, zvaný anthokarp, někdy interpretovaný jako nažka, oříšek nebo peckovice.

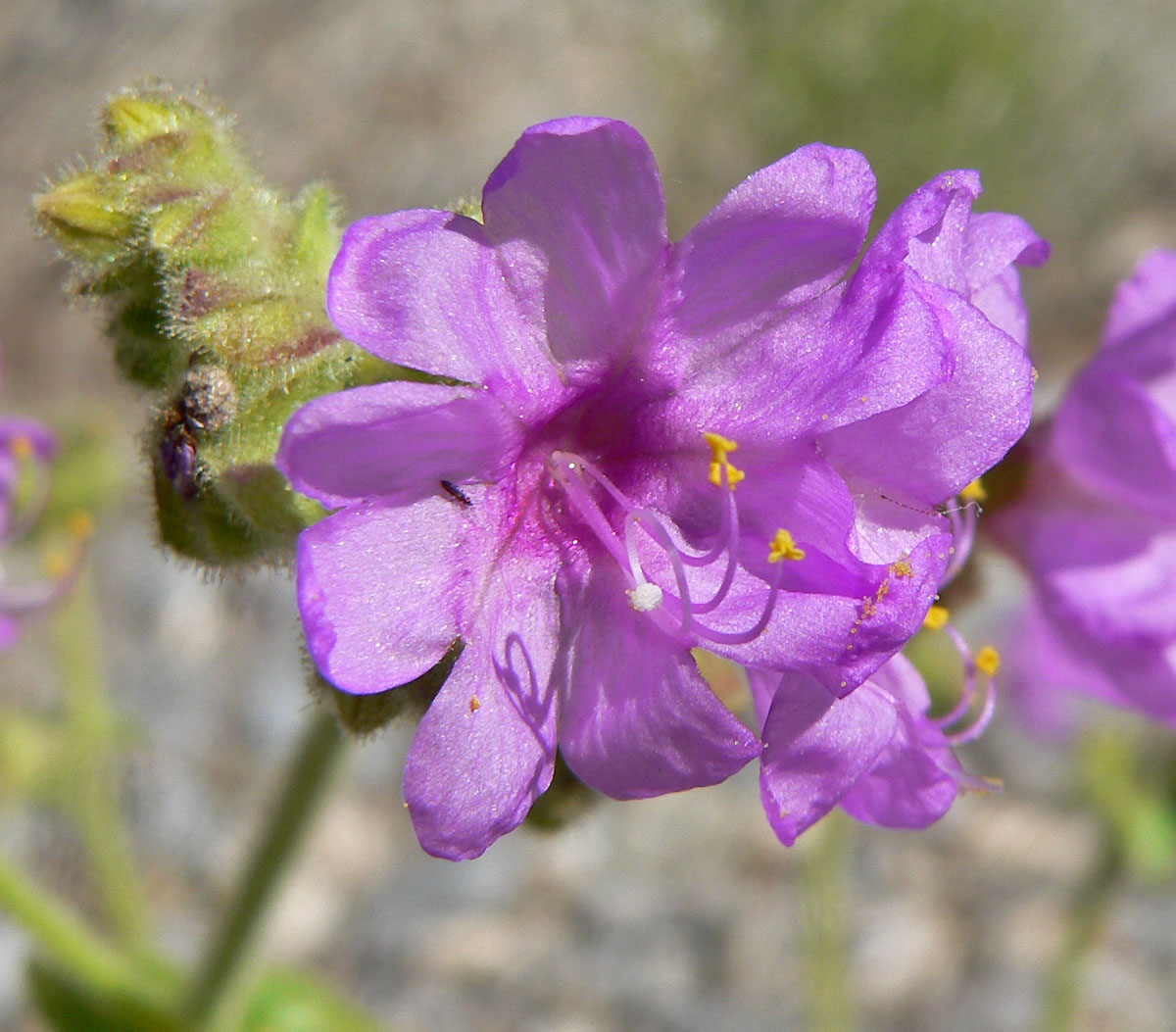
Nocenka Mirabilis albida
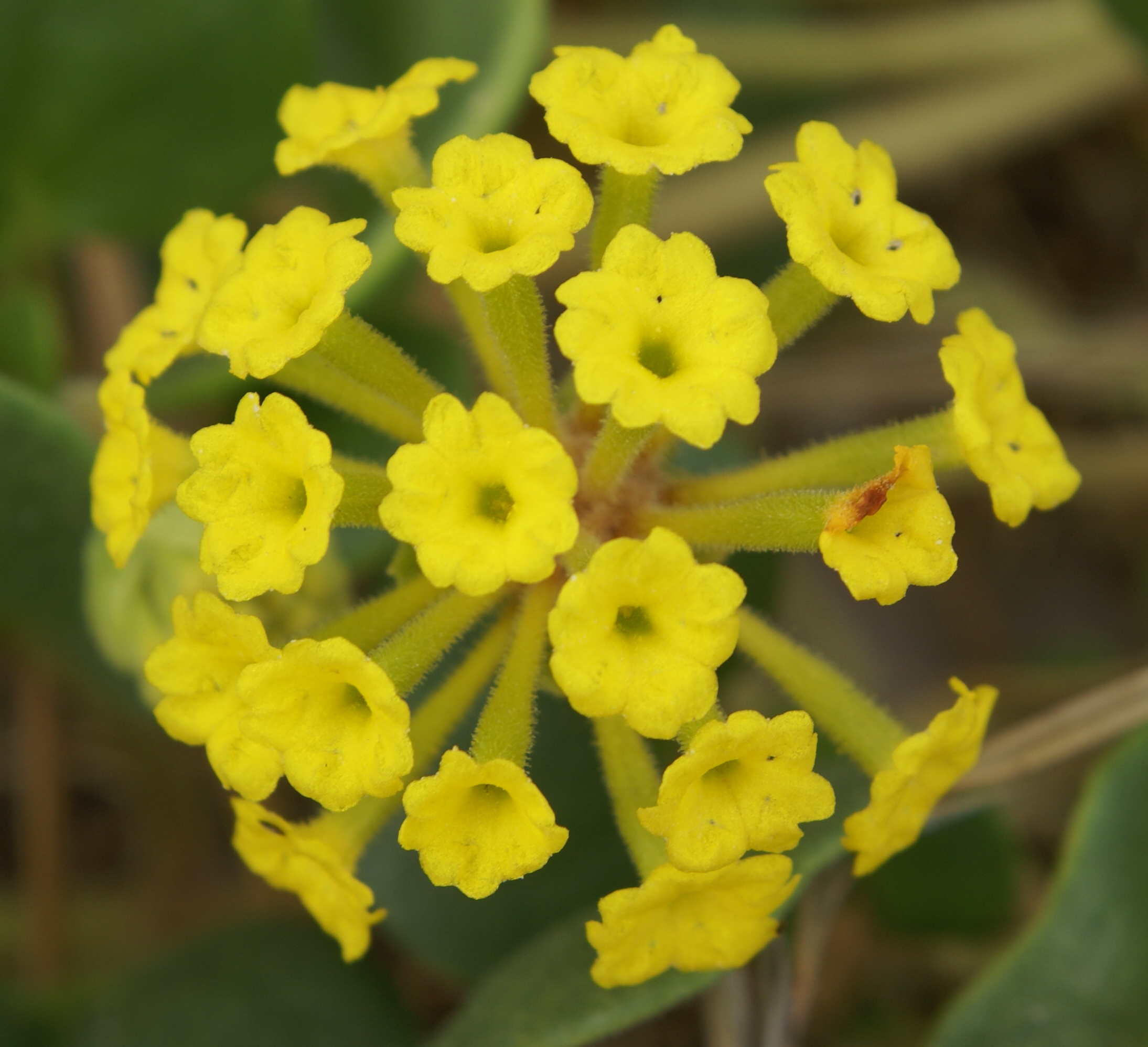
Abronie Abronia latifolia
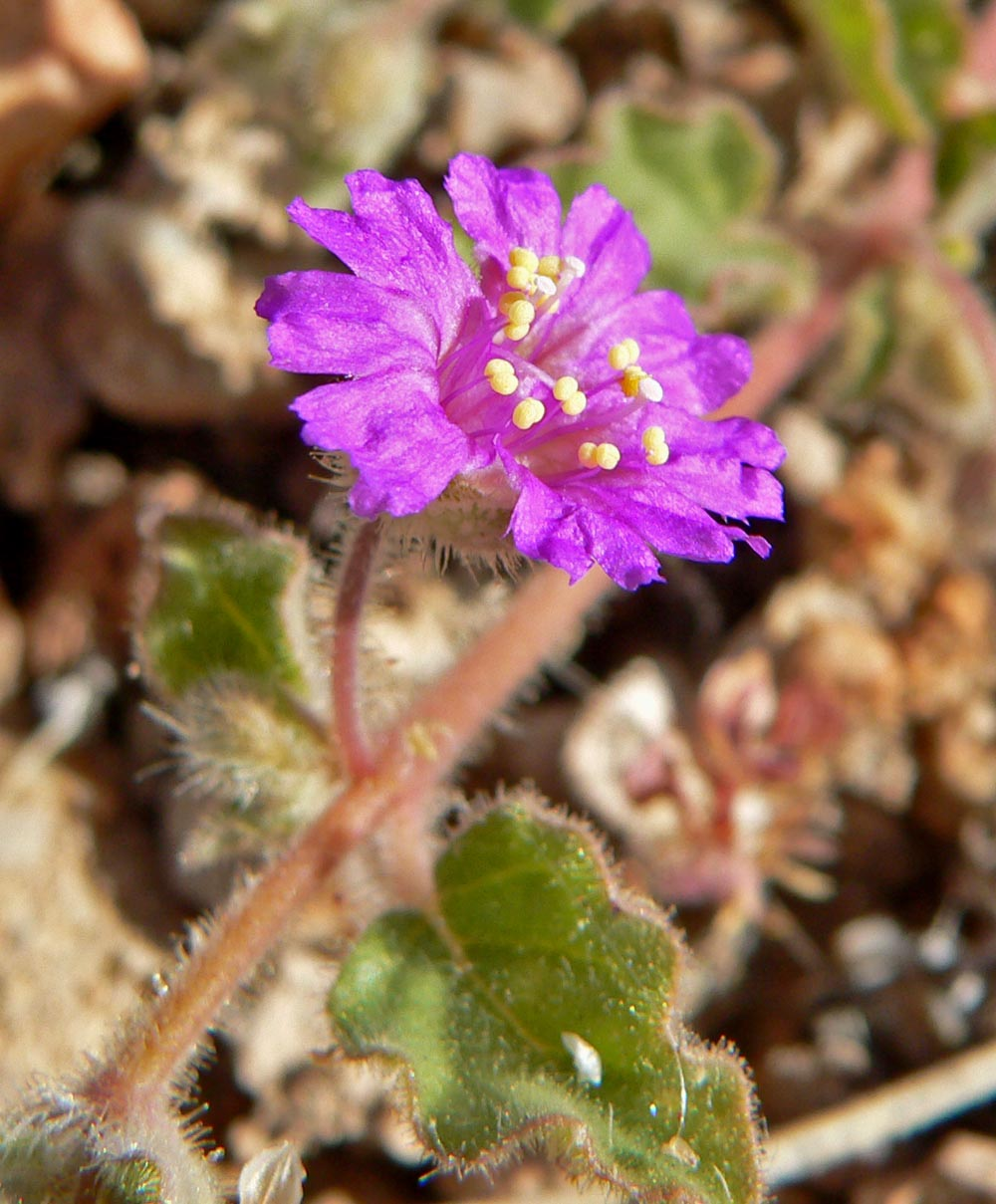
Allionia incarnata
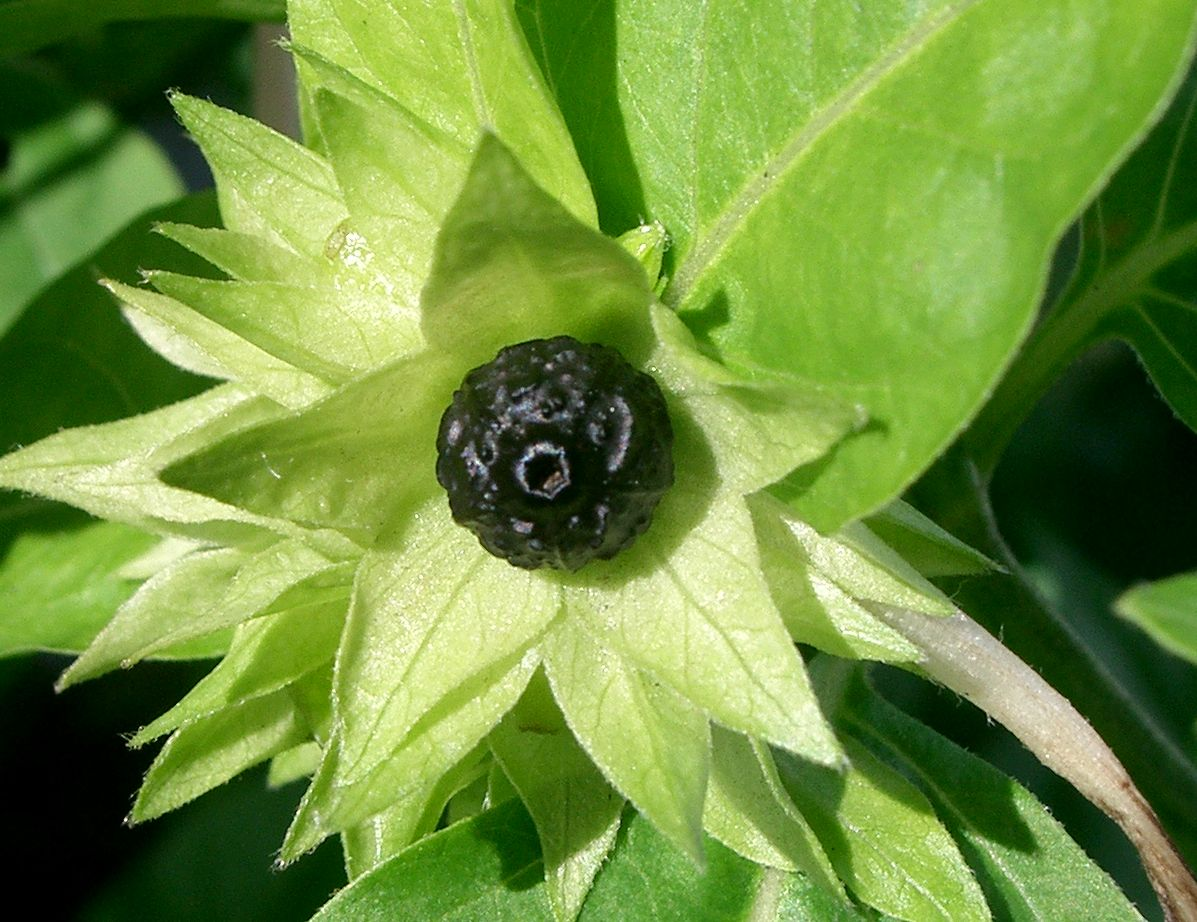
Plod nocenky jalapské (Mirabilis jalapa)
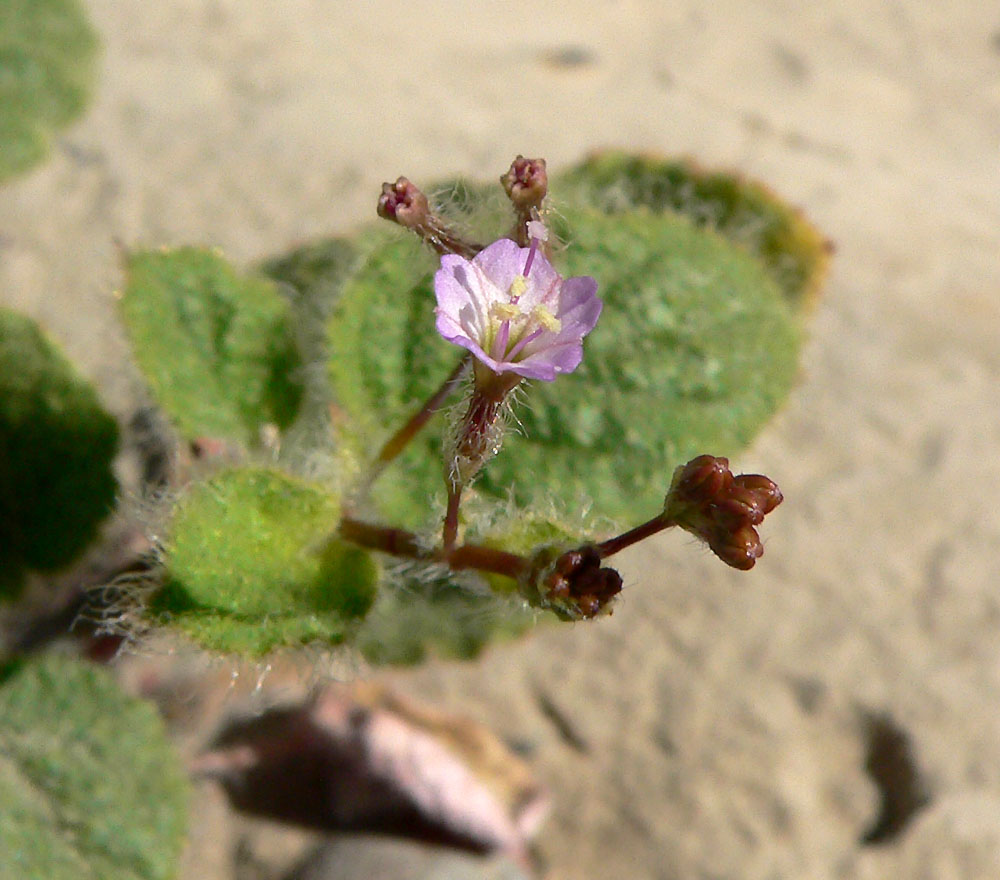
Anulocaulis annulatus

## Rozšíření
Čeleď nocenkovité zahrnuje asi 400 druhů ve 30 rodech. Je rozšířena na všech kontinentech s výjimkou Evropy, od tropů po mírný pás.
Nocenkovité se nacházejí na různých typech stanovišť. Část druhů má C4 metabolismus a je přizpůsobena růstu v suchých biotopech. Nocenkovité rostou také v nížinných deštných pralesích, některé druhy i na mořském pobřeží.

## Taxonomie
V klasické taxonomii byla čeleď nocenkovité řazena stejně jako dnes do řádu hvozdíkotvaré (Caryophyllales). Podle kladogramů APG jsou nejblíže příbuznými skupinami čeledi líčidlovité (Phytolaccaceae), Gisekiaceae a Sarcobataceae.

## Ekologické interakce
O způsobech opylování nocenkovitých není mnoho známo. Květy Mirabilis jsou navštěvovány lišaji. Způsoby šíření semen jsou různé a někdy dosti specializované. Některé druhy mají dužnaté plody vyhledávané ptáky. Plody Neea psychotrioides visí na dlouhých stopkách a v letu je sbírají ptáci z čeledi pipulkovití (Pipridae). U rodu Okenia, rostoucího na písčitých stanovištích v Severní Americe, se po opylení prodlužuje květní stopka a plod je vtlačen pod zem, kde dozrává. Plody mnohých druhů z rodů Pisonia, Commicarpus a Boerhavia mají na povrchu podélné řady stopkatých žlázek a přilepují se na peří ptáků a srst zvířat. Tyto druhy jsou často kosmopolitně rozšířeny.

## Zástupci

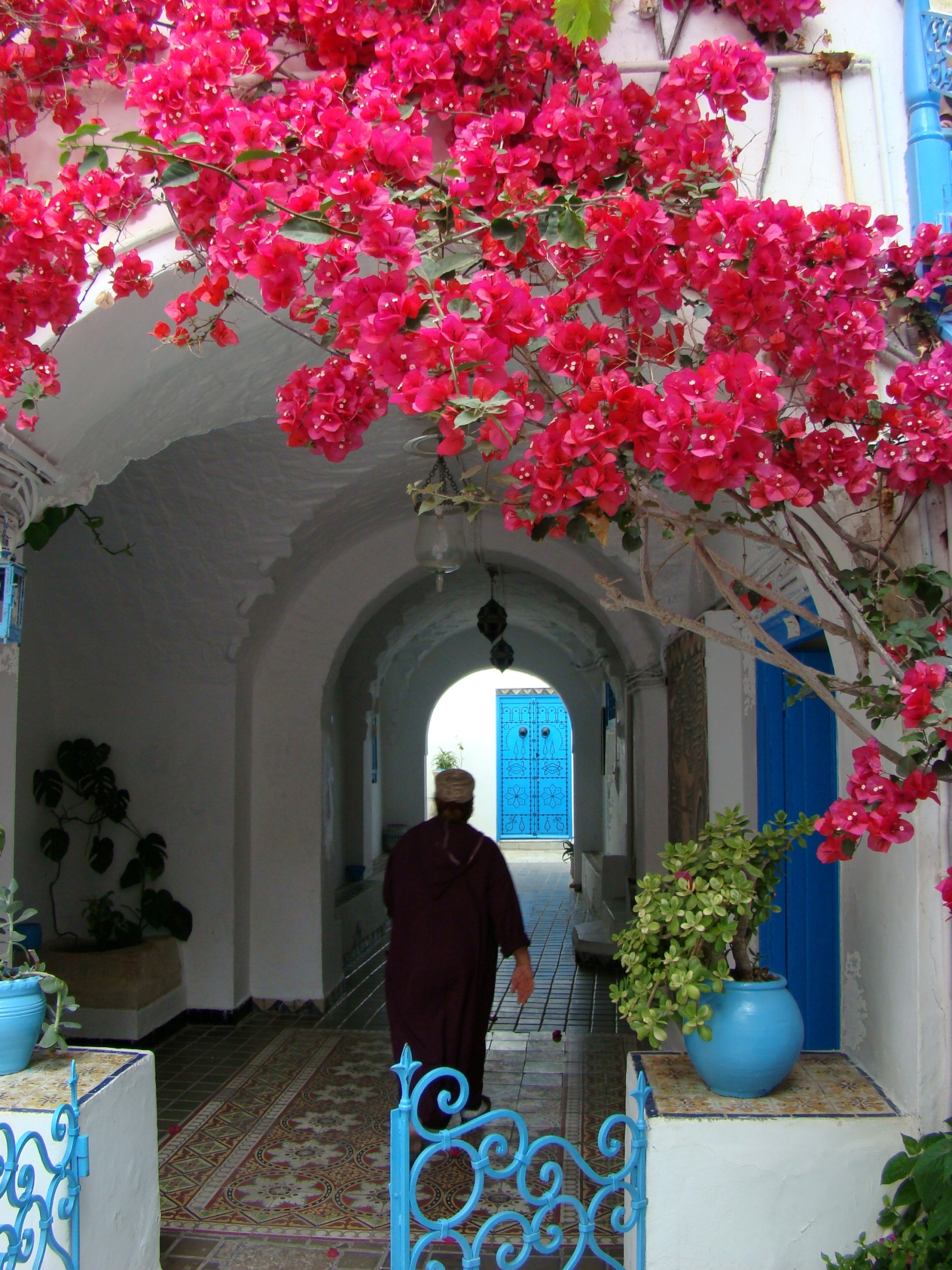
Rozkvetlá bugenvilea

- abronie (Abronia)
- alionie (Allionia)
- berhavie (Boerhavia)
- bugenvilea (Bougainvillea)
- listenatka (Oxybaphus)
- nocenka (Mirabilis)
- pisonie (Pisonia)[4]

## Význam
Nocenkovité mají význam především jako okrasné rostliny. Ve Středomoří je v mnohých barevných kultivarech pěstována bugenvilea (Bougainvillea), bohatě kvetoucí liána původem z Brazílie. Dosti často pěstovanou letničkou pestrých barev je nocenka jalapenská (Mirabilis jalapa).
Některé druhy nocenkovitých, jako je Boerhavia diffusa a Boerhavia erecta, se jako plevel rozšířily po celých tropech.
Některé druhy nocenkovitých jsou místně využívány v medicíně. Pisonia aculeata je na Jamaice a v Mexiku používána na léčbu revmatismu a pohlavních chorob, listy Boerhavia hirsuta jsou v některých oblastech Amazonie používány na léčbu malárie. Extrakt z Pisonia capitata je v Mexiku používán ke snížení horečky. Neea parviflora byla v Peru využívána jako prevence kažení zubů.
Boerhavia diffusa je v Karibiku používána jako listová zelenina. Kořeny Boerhavia tuberosa byly v některých částech Peru používány jako zelenina.

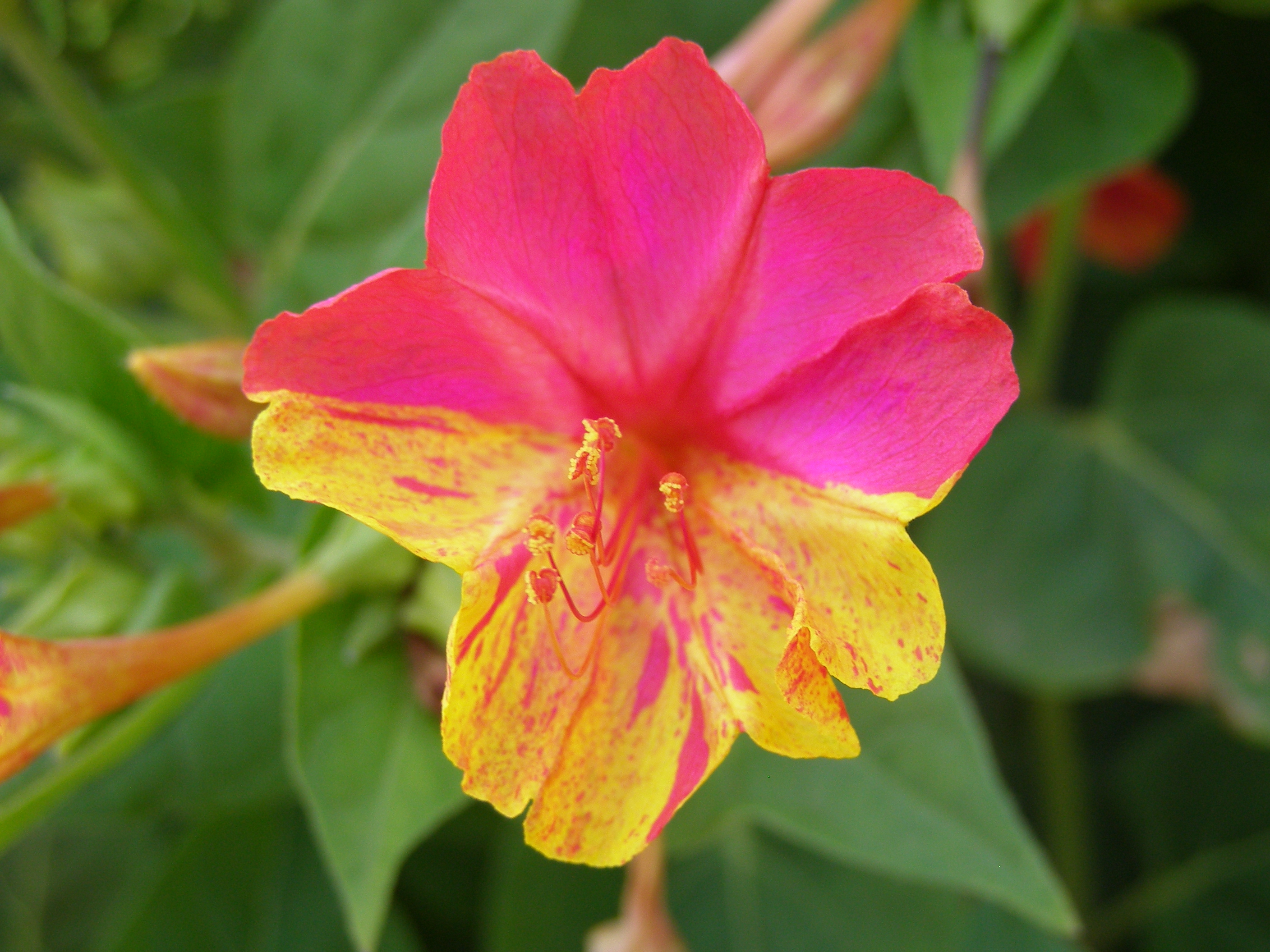
Nocenka jalapská (Mirabilis jalapa)
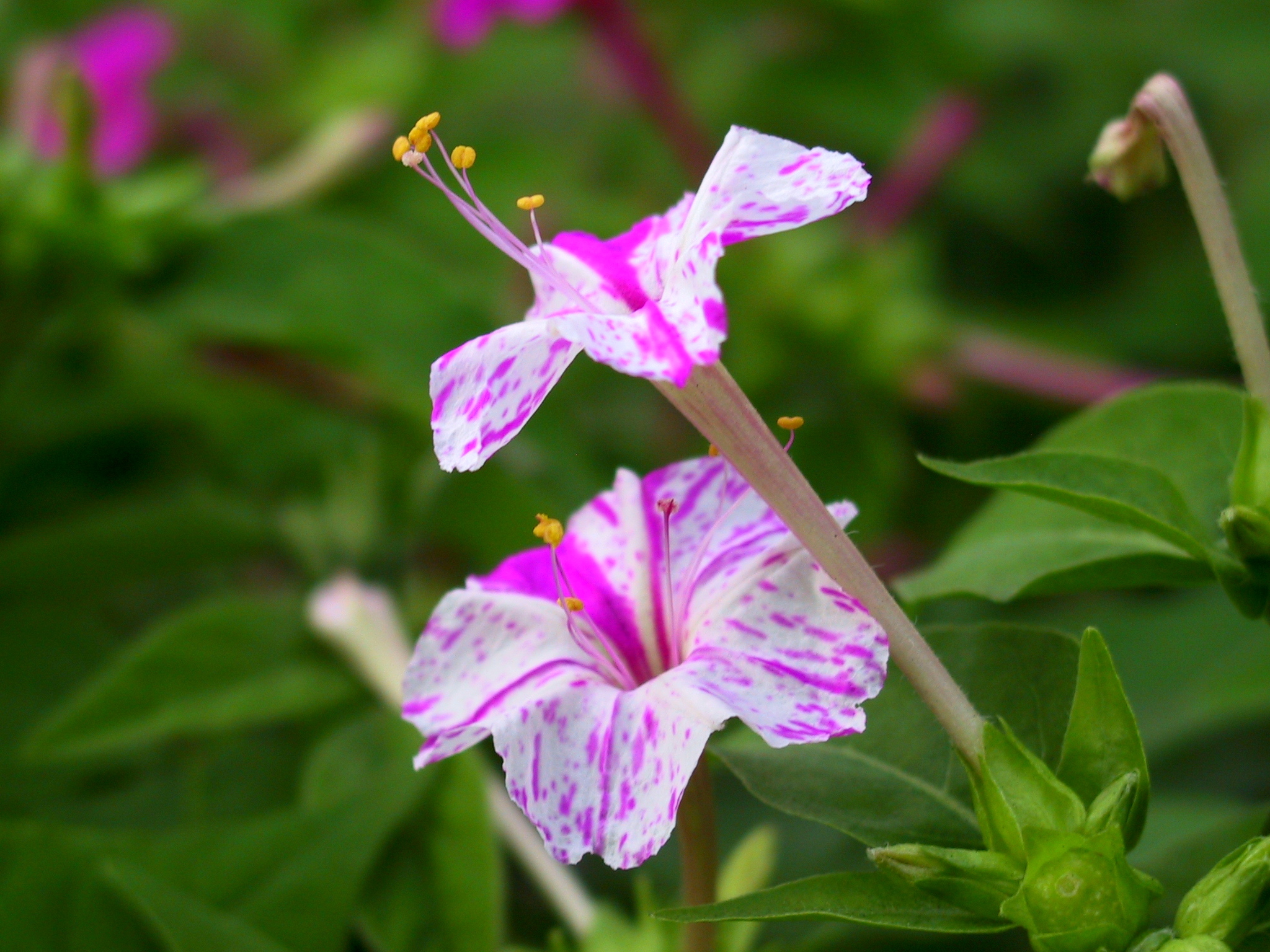
Nocenka jalapská (Mirabilis jalapa)
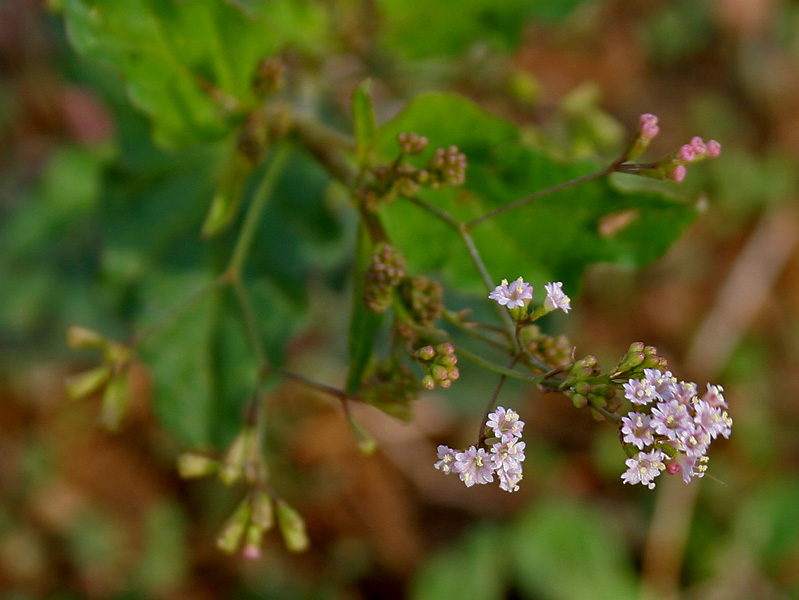
Boerhavia erecta
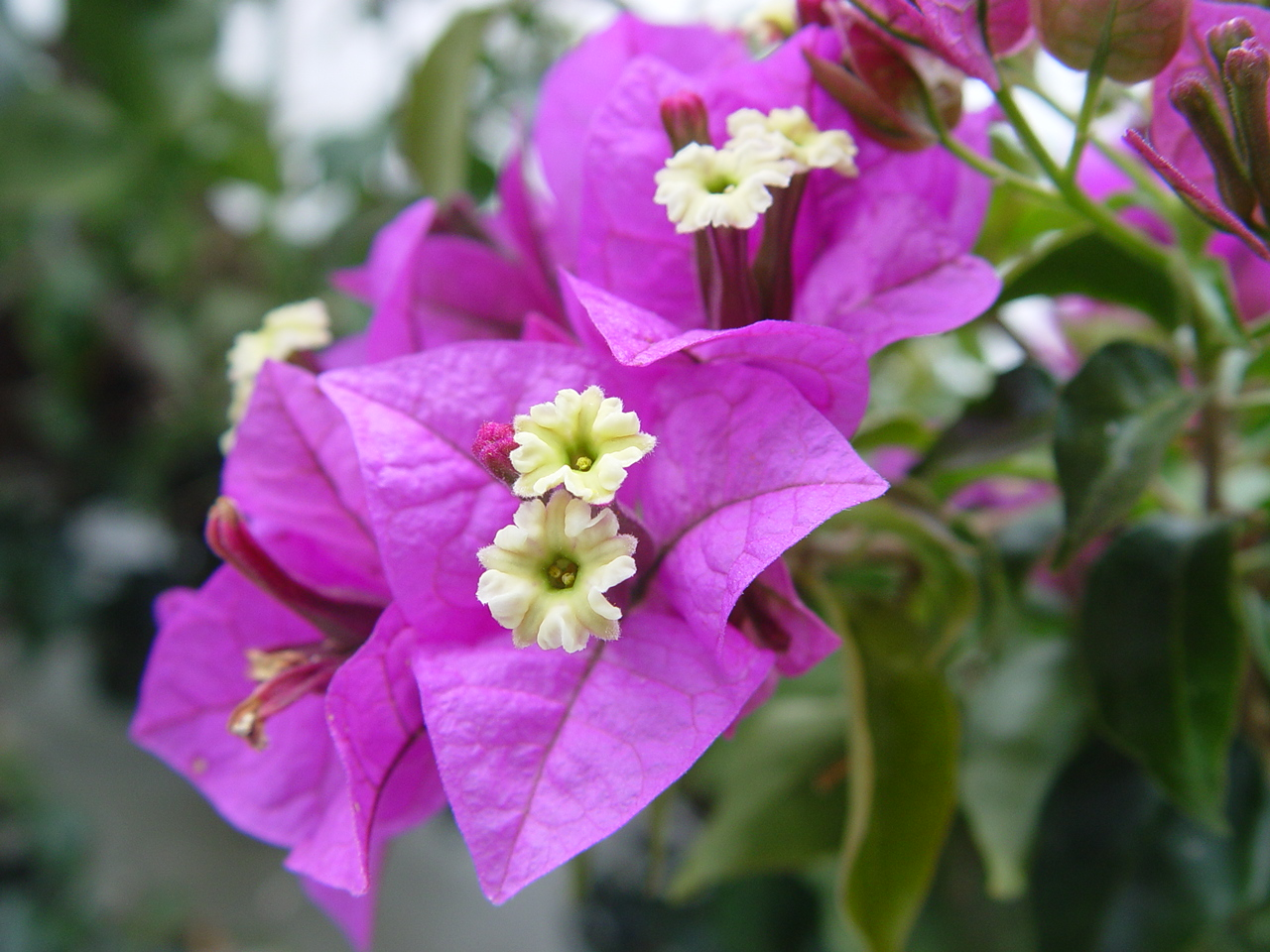
Bugenvilea lysá (Bougainvillea glabra)

## Přehled rodů
Abronia,
Acleisanthes,
Allionia,
Allioniella,
Ammocodon,
Andradea,
Anulocaulis,
Belemia,
Boerhavia,
Boldoa,
Bougainvillea,
Caribea,
Cephalotomandra,
Colignonia,
Commicarpus,
Cryptocarpus,
Cuscatlania,
Cyphomeris,
Grajalesia,
Guapira,
Hesperonia,
Izabalaea,
Leucaster,
Mirabilis,
Neea,
Neeopsis,
Nyctaginia,
Okenia,
Oxybaphus,
Phaeoptilum,
Pisonia,
Pisoniella,
Quamoclidion,
Ramisia,
Reichenbachia,
Salpianthus,
Selinocarpus,
Tripterocalyx